# Co ty tutaj robisz
Co ty tutaj robisz – drugi singel zespołu Elektryczne Gitary z albumu Na krzywy ryj, wydany w 1997 roku.

## Opis
Autorem tekstu i kompozytorem jest Kuba Sienkiewicz. Utwór zajmował w 1997 roku 1. miejsce na listach przebojów Programu Trzeciego i na Liście 30 ton, 5. miejsce na Szczecińskiej Liście Przebojów, oraz 4. miejsce na Liście Przebojów Radia PiK.
Utwór znalazł się także na płytach: Co ty tutaj robisz (1997), Goń swego pawia (1997), Nie jestem z miasta – de best of (1997), Gwiazdy XX Wieku: Elektryczne Gitary (2007) oraz w ścieżce dźwiękowej filmu Juliusza Machulskiego Kiler.

## Twórcy
- Kompozytor: Jakub Sienkiewicz
- Autor tekstu: Jakub Sienkiewicz
- Wykonanie: Elektryczne Gitary